# Одельцгаузен
Одельцгаузен (нім. Odelzhausen) — громада в Німеччині, розташована в землі Баварія. Підпорядковується адміністративному округу Верхня Баварія. Входить до складу району Дахау. Центр об'єднання громад Одельцгаузен.
Площа — 30,48 км2. Населення становить 5214 ос. (станом на 31 грудня 2020).

## Галерея

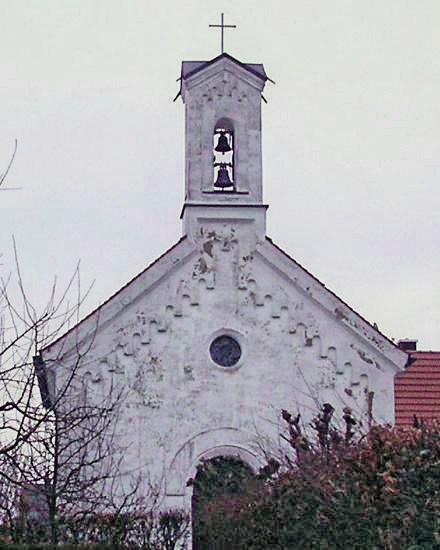
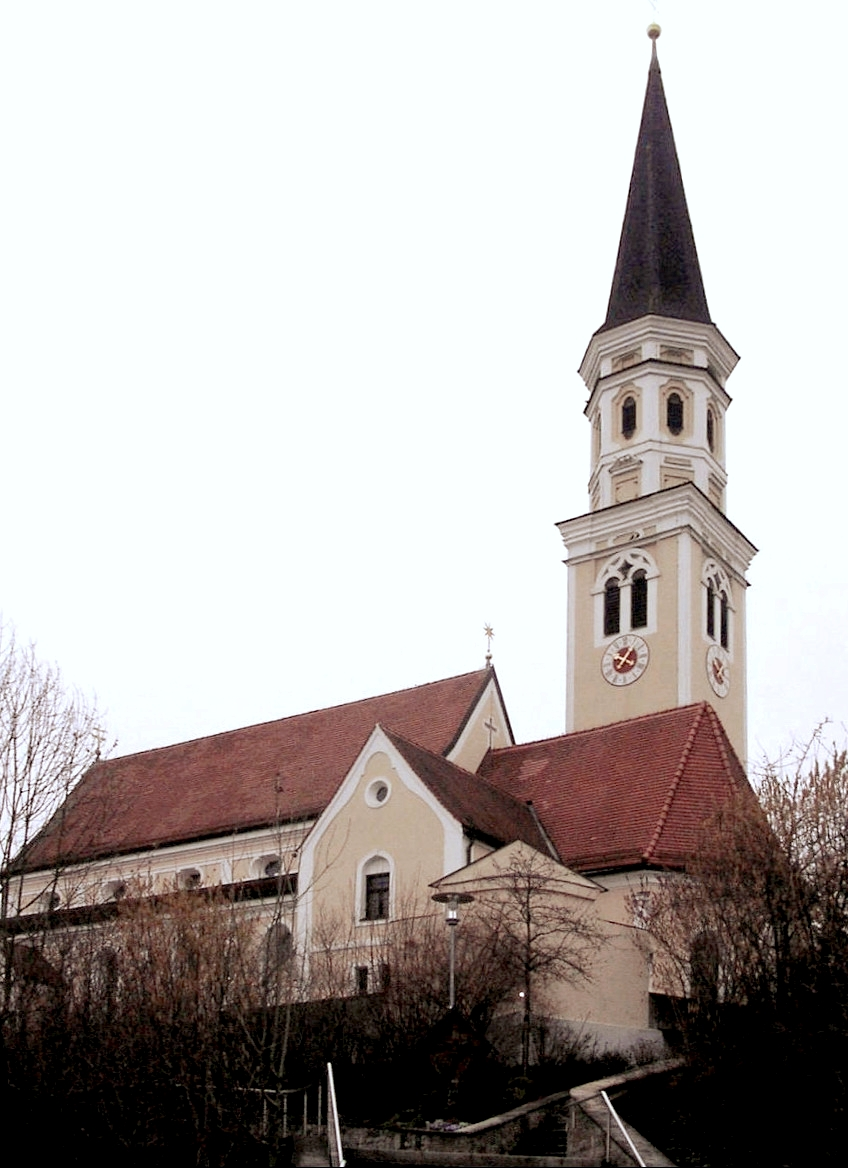
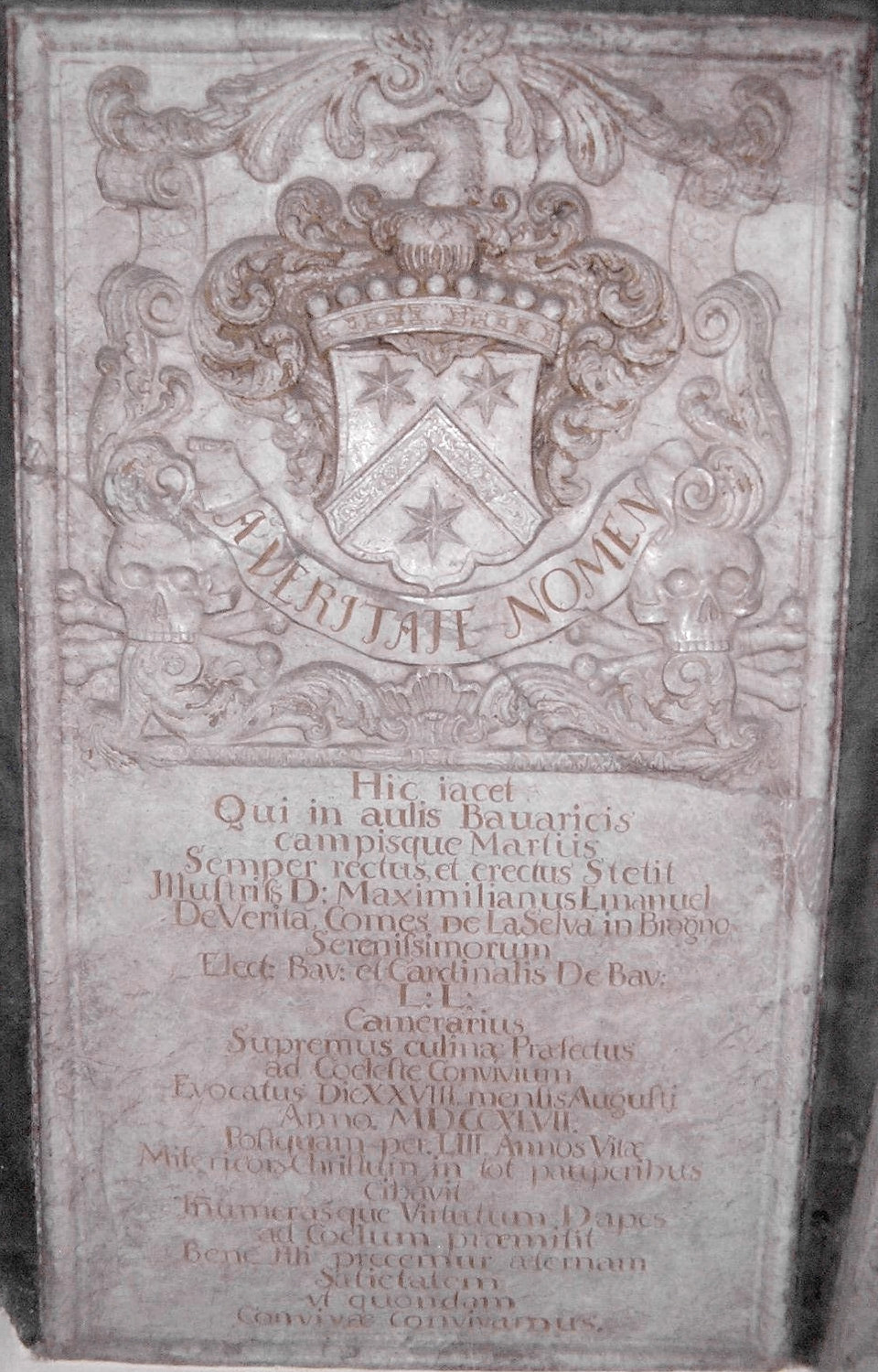